# کارناوال مرگ
فیلم کارناوال مرگ (ارابه مرگ) به کارگردانی حبیب‌الله کاسه‌ساز و رضا اعظمیان، تهیه‌کنندگی حبیب‌الله کاسه‌ساز و نویسندگی رضا اعظمیان محصول سال ۱۳۸۷ است. این فیلم شهریور ماه ۱۳۸۹ بر روی پرده سینما رفته است.
رضا اعظمیان بخش زیادی از این فیلم را کارگردانی کرد اما به دنبال بروز اختلاف با تهیه‌کننده از ادامه ساخت پروژه انصراف داد و در نهایت در عنوان‌بندی نام حبیب‌الله کاسه ساز به عنوان کارگردان آمد.
پس از مدتی تهیه‌کننده کار بر صندلی کارگردانی نشت و فیلم را با تغییرات در فیلمنامه و شخصیت‌ها، تحت عنوان کارناوال مرگ ساخت و روانه اکران کرد.

## خلاصه داستان
داستان در مورد زندگی فردی مخترع و نخبه است که همسر باردار خود را در پشت کاروان‌های شادی عروسی از دست می‌دهد. این مسئله باعث ایجاد نوعی حس انتقام جویی در او می‌شود. او به عروس و دامادها دست گل‌هایی هدیه می‌دهد که در آنها بمب‌های قوی جاسازی شده است…